# Josh Davis
Joshua Clark Davis, conegut com a Josh Davis, (San Antonio, Estats Units, 11 de setembre de 1972) és un nedador nord-americà, ja retirat, guanyador de cinc medalles olímpiques.
Especialista en proves de relleus en estil lliure, va participar als 23 anys en els Jocs Olímpics d'Estiu de 1996 realitzats a Atlanta (Estats Units), on amb l'equip nord-americà aconseguí guanyar la medalla d'or en les proves de relleus 4x100 m. lliures, 4x200 m. lliures i 4x100 m. estils. En aquests mateixos Jocs participà en la prova dels 200 metres lliures, on finalitzà en setena posició, guanyant així un diploma olímpic.
En els Jocs Olímpics d'Estiu de 2000 realitzats a Sydney (Austràlia) tornà a participar amb l'equip en les proves de relleus 4x100 m. lliures i relleus 4x200 m. lliures, on aconseguí en aquesta ocasió guanyar la medalla de plata en les dues proves. Així mateix participà en els 200 metres lliures, on finalitzà quart i guanyà un n ou diploma olímpic. Posteriorment intentà classificar-se per als Jocs Olímpics d'estiu de 2004 realitzats a Atenes (Grècia), però no ho aconseguí.
Al llarg de la seva carrera guanyà una medalla d'or al Campionat del Món de natació; dues medalles en el Campionat del Món de natació en piscina curta, una d'elles d'or; tres medalles en els Jocs Panamericans, dues d'elles d'or; ssi medalles als Campionats de Natació Pan Pacific, tres d'elles d'or; i sis medalles a la Universíada, cinc d'elles d'or.